# Reimut-Jochimsen-Preis
Der Reimut-Jochimsen-Preis war eine zu Ehren und in Erinnerung an den Ökonomen Reimut Jochimsen vergebene Auszeichnung. 2002 stiftete die Hauptverwaltung Düsseldorf der  Deutschen Bundesbank einen Preis für Forschung auf dem Gebiet der Infrastruktur. Der mit 5000 € dotierte Preis wurde im zweijährlichen Turnus vergeben. Die Vergabe des Preises ist im Jahre 2010 eingestellt worden.
Der Preis wurde von einer Jury vergeben, die sich aus dem Präsidenten der Hauptverwaltung Düsseldorf der Deutschen Bundesbank, Hans Peter Weser, und drei Schülern von Professor Jochimsen zusammensetzte:
- Walter Buhr, Universität Siegen,
- Udo E. Simonis, Wissenschaftszentrum Berlin für Sozialforschung, und
- Peter Treuner, Universität Stuttgart.

## Preisträger und Themen
- 2002 – „Infrastruktur der Informationsgesellschaft“
  - Christian Langhagen-Rohrbach
  - Nicole Andrea Philipp
  - Ulrich Trick

- 2004 – „Europäische Infrastrukturpolitik, Die Infrastrukturpolitik der Europäischen Gemeinschaft im Rahmen der Neuausrichtung der Strukturfonds“
  - Henning Sichelschmidt

- 2006 – „Europäische Infrastrukturpolitik, Weiterentwicklung der Verkehrspolitik in der Europäischen Gemeinschaft“
  - Erik Verhoef und Barry Ubbels

- 2008 – „Europäische Infrastrukturpolitik, Herausforderungen zukünftiger Energiemärkte in der Europäischen Gemeinschaft“
  - Juan Rosellón und Hannes Weigt